# Алфио Базиле
Алфредо Рубен Оскар Карлос Базиле (на испански: Alfredo Rubén Oscar Carlos Basile), по-популярен като Алфио Базиле (на испански: Alfio Basile) е бивш аржентински футболист и настоящ треньор по футбол.

## Състезателна кариера
Алфио Базиле започва кариерата си в скромния клуб „Бела Виста“ от родния му град Баия Бланка. От 1964 до 1970 г. носи екипа на Расинг Клуб, играе като централен защитник. По това време клуба доминира не само в Аржентина, но и в Латинска Америка. Печели шампионската титла за 1966 г. с 5 точки преднина пред втория Ривър Плейт и 13 пред третия Бока Хуниорс. През 1967 г. печели последователно Копа Либертадорес след победа над Насионал Монтевидео, както и Междуконтиненталната купа след победа над шотландския Селтик.
В периода 1971 – 1975 г. защитава цветовете на Уракан, където треньор му е Сезар Луис Меноти.

## Треньорска кариера
След края на състезателната си кариера Базиле води редица аржентински отбори, сред които Росарио Сентрал, Расинг Клуб, Уракан, Велес Сарсфийлд, Сан Лоренцо, както и уругвайския Насионал Монтевидео и испанския Атлетико Мадрид.
Кариерата му като треньор достигна своя връх в началото на 90-те години, когато води националния отбор по футбол на Аржентина в два турнира на Копа Америка и една титла от Купата на Конфедерациите. През 1991 г. е избран за Треньор № 1 на Южна Америка. В квалификациите за Световното първенство по футбол през 1994 г. допуска домакинско поражение с 0-5 от Колумбия. Тази унизителна загуба кара отказалият се от футбола Диего Марадона да се върне в националния отбор, за да вземе участие в плейофите срещу Австралия.
На самото Световно първенство Аржентина стартира с две впечатляващи победи над Гърция и Нигерия. След мача с нигерийците Марадона е тестван за употреба на допинг и в пробата му е открито наличие на ефедрин, след което е отстранен от турнира. Аржентина губи от България и завършва на трето място в групата, а треньора подава оставка.
През юли 2005 г. поема Бока Хуниорс и само след месец начело на отбора печели Рекопа Судамерикана. Печели първата си аржентинския титла в турнира Апертура същата година. Четири дни по-късно, Бока печели и Копа Судамерикана след победа над мексиканският УНАМ Пумас.
През юли 2006 г. отново му е предложен поста на треньор на националния отбор на Аржентина на мястото на подалия оставка Хосе Пекерман. До 14 септември 2006 г. Базиле води паралелно и Бока, като отборът печели втора поредна Рекопа Судамерикана след победа над Сао Пауло. На 16 октомври 2008 г. след загуба от Чили в квалификациите за ЮАР 2010 Базиле подава оставка. Наследен е на поста си от Диего Марадона.

## Успехи

### Като футболист
Расинг Клуб
- Шампион на Аржентина (1): 1966
- Копа Либертадорес (1): 1967
- Междуконтинентална купа (1): 1967

 Уракан
- Шампион на Аржентина (1): Метрополитано 1973

### Като треньор
Расинг Клуб
- Суперкопа Судамерикана (1): 1988

 Аржентина
- Копа Америка (1): 1991
- Купа на конфедерациите (1): 1992

 Бока Хуниорс
- Копа Судамерикана (1): 2005
- Рекопа Судамерикана (2): 2005, 2006
- Шампион на Аржентина (2): 2005 (Апертура), 2006 (Клаусура)

Индивидуални
- Треньор № 1 на Южна Америка (1): 1991